# Liquidfeedback

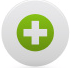
Logo de Liquid Feedback

LiquidFeedback est un logiciel libre de partage d’opinion politique et de prise de décision. Cette plateforme en ligne s’appuie sur le système de la démocratie liquide. Sa principale caractéristique est la mise en place de représentants (non élus), auxquels les utilisateurs peuvent déléguer leur vote. Le logiciel vise à instaurer une démocratie directe.

## Histoire
LiquidFeedback a été créé par Andreas Nitsche, Jan Behrens, Axel Kistner et Bjoern Swierczek, membres du Parti Pirate Allemand. Ces derniers ont mis en place ce dispositif open source en réaction aux moyens mis à leur disposition par le système politique, qu’ils jugeaient comme étant trop conventionnels. Ce logiciel a été publié pour la première fois en octobre 2009 par Public Software Group. Malgré l’affiliation au Parti pirate, les développeurs restent totalement indépendants des utilisateurs du logiciel et autorisent l'utilisation de la plateforme à d'autres partis et organisations. La première version stable du backend a été publiée en avril 2010.
Le logiciel a été utilisé avec succès pour la préparation de plusieurs conventions nationales par les Partis pirate d'Allemagne, d'Autriche, d'Italie, de Suisse et du Brésil. 
En Italie, il est également utilisé par le Mouvement 5 étoiles. LiquidFeedback a été testé au sein de plusieurs régions, comme lors des élections régionales siciliennes de 2012 pour la préparation du programme du candidat à la présidence Giancarlo Cancelleri, ou en Lombardie, pour le candidat Umberto Ambrosoli. Le logiciel a été traduit en italien au cours des tables rondes de Bergame.

## Description
L’objectif de LiquidFeedback est d’ouvrir le débat politique avec une plateforme fonctionnant à la manière d’un réseau social. Le principe même de cet outil est de dissiper la politique des partis au profit d’une politique des idées.
L’utilisation de ce logiciel facilite le dialogue politique au-delà des limites géographiques grâce à sa capacité de rassemblement sur une plateforme gratuite en ligne.
Principales caractéristiques de LiquidFeedback :
- chaque collectif forme un groupe au sein duquel les membres de ce collectif peuvent partager leurs idées
- dans chaque groupe se trouvent plusieurs thèmes qui accueillent ensuite divers sujets de discussions
- les sujets de discussions peuvent donner lieu à un vote autour de propositions des membres du collectif
- les membres du collectif peuvent déléguer leur vote à une tierce personne.

### Du thème jusqu'à la proposition
La plateforme de LiquidFeedback se divise en thématiques. Chacun de ces thèmes regroupe plusieurs sujets de discussion. Pour répondre à un sujet, l’utilisateur peut publier une proposition. Tout cela menant au débat ou au vote autour de chaque sujet. Le débat peut prendre forme au sein du logiciel ou sur une plateforme externe, mentionnée dans le sujet de discussion.

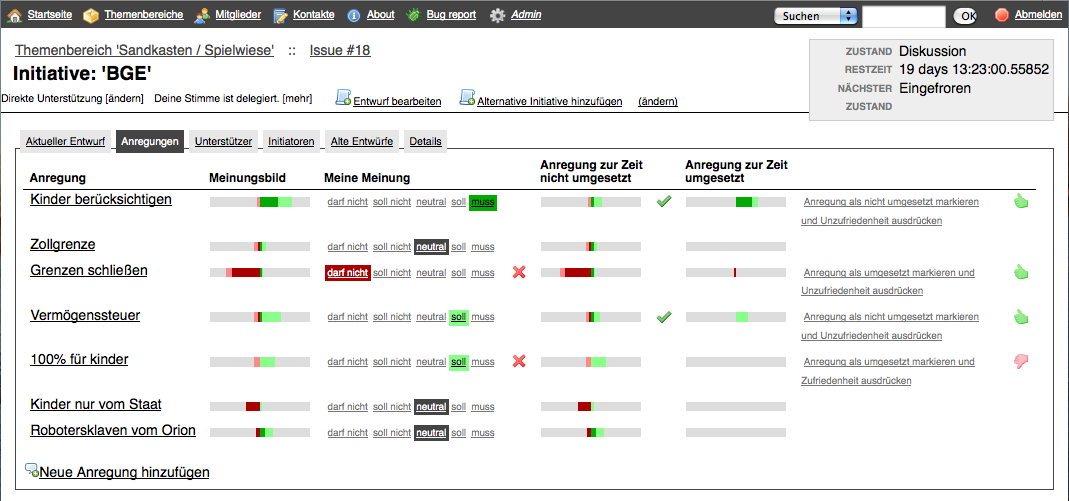
Screenshot d'une proposition lancée

Chaque membre peut entamer un remplacement de proposition au sein d’un sujet, mais il ne doit pas exister d’opposition radicale à l’égard d’une proposition, elles ont toutes lieu d’être et seront votées.
Les meilleures propositions sont évaluées en fonction de la « méthode de Schulze » (nommée ainsi en référence à l’inventeur Markus Schulze qui, en 1997, mit en place un système de vote qui permet de désigner un gagnant à partir d’une liste électorale). Si plus de 10 % des membres manifestent de l’intérêt à l’égard d’une nouvelle proposition, alors cette dernière pourra être votée « pour ou contre ».

### Le vote
Pour chaque vote, une seule proposition sera adoptée. Chaque sujet conduisant à un vote peut être à visée informative, suggestive, directive ou décisionnelle en fonction des besoins du collectif qui en est à l’origine.
La spécificité de LiquidFeedback est que le vote peut se faire par délégation afin de créer une structure de pouvoir au même titre que la démocratie représentative. Il permet aux utilisateurs de la plateforme de pouvoir donner, s’ils le souhaitent, leur vote à une personne qu’ils estiment plus expérimenté sans pour autant l’élire comme représentant sur la durée. Cette délégation consiste à maximiser le nombre de votes et diminuer les disparités lorsque certaines personnes ne se sentent pas concerné par un sujet qui ne relève pas de leur domaine de connaissance.
Les scrutins obtenus sur la plateforme ne sont pas contraignants. Ils sont à visée informative pour les dirigeants d’un collectif.

## LiquidFeedback et la démocratie liquide
LiquidFeedback s’appuie sur le principe de la démocratie liquide en privilégiant le vote de chaque idée. Cependant, il existe quelques disparités. Dans un premier temps, le logiciel ne permet pas le secret du scrutin, condition indispensable à l’expression démocratique citoyenne libre. Dans un second temps, le système du vote par délégation caractérise l’originalité de cet outil.

## Limites du logiciel
Certains vantent les mérites de LiquidFeedback qui permet de nouvelles formes de gouvernance et de partage d'idées (plus ouvertes et incitant à la réflexion). Mais comme tout dispositif participatif, le logiciel prend le risque de voir apparaitre une forme de dictature des actifs sur sa plateforme. Ce risque est renforcé si le nombre d’inscrits est faible. Le Parti pirate, à l’origine de ce projet est certes fortement présent sur la plateforme, mais il est majoritairement composé d’hommes. La question de la représentativité se pose donc. D’autant plus qu’avec le système des mandats, la concentration du pouvoir se fera entre les mains des experts et les logiques sociales qui visent à diminuer des disparités (but recherché par LiquidFeedback) ne seront pas respectées. 
L’objectif de cette plateforme, qui se dit vouloir redistribuer les cartes en matière de politique, reste compromis. Cette large participation doit, dans un premier temps être représentative du collectif concerné. Dans un second temps, si tout le monde était amené à déléguer son vote à un membre plus expérimenté, personne ne prendrait plus la peine de s’informer sur le sujet débattu. Le citoyen lambda ne trouvera pas plus d’intérêt à développer un point de vue solide face à la complexité de la politique grâce à LiquidFeedback. À grande échelle, le logiciel reste instable.
Il est parfois reproché aux membres de LiquidFeedback de reprendre des idées du Parlement ou d’autres Partis en les faisant passer pour de nouvelles propositions sur la plateforme.  Des utilisateurs de LiquidFeedback s’approprient des idées préexistantes, comme ce fut le cas avec celles de Partis politiques allemands. Tout cela profite au logiciel qui bénéficie d’une image de plateforme au fort potentiel de propositions (reste à prouver qu’elles n’ont pas déjà été pensées ailleurs).